# Chris Lorenzo
Chris Lorenzo (nacido Chris Lawrence; Birmingham, 4 de julio de 1988) es un DJ y productor musical británico de los géneros house y bass house.

## Carrera
Trabajó con artistas como Steve Aoki y Skrillex, quienes ayudaron a que su carrera floreciera.
Actualmente Lorenzo trabaja con los sellos Night Bass e Insomniac, con quienes ha lanzado sencillos como «Fly Kicks» y «Nothing Better».
En 2018, Chris Lorenzo actuó junto a Chris Lake en el EDC (Electronic Daisy Carnival) en Las Vegas.

## Discografía

### Sencillos
- 2013: Oochie Bang (feat. Hannah Wants)[5]
- 2013: What I Want (feat. Hannah Wants)
- 2014: Girls (feat. Hannah Wants)
- 2014: Rhymes (con Hannah Wants)[6]
- 2015: Fly Kicks (feat. AC Slater)
- 2016: My Own
- 2016: I Wanna Be (feat. Katy B)
- 2016: Together
- 2017: Nothing Better (feat. Chris Lake)
- 2017: Gammy Elbow (feat. DJ Zinc)
- 2019: Concentrate (feat. Anti UP y Chris Lake)
- 2019: Every Morning
- 2019: Take Me As I Am (con Streets)
- 2020: Prove 2 U (feat. Alex Parkin)
- 2020: Introspective
- 2021: Full of Love
- 2021: Sensational

### Remezclas
- 2014: Delirious (Steve Aoki y Tujamo)[5]